# Rățălești
Rățălești – wieś w Rumunii, w okręgu Vâlcea, w gminie Roșiile. W 2011 roku liczyła 178 mieszkańców.